# Hydrocotyle tenerrima
Hydrocotyle tenerrima är en växtart i släktet Hydrocotyle och familjen araliaväxter.
Arten förekommer i Colombia och Bolivia och har använts som medicinalväxt. Den beskrevs av Joseph Nelson Rose och Mildred Esther Mathias 1936.